# 1818 год в литературе

## Книги
- «Лесной царь» — баллада Василия Жуковского.
- «Мазепа» — поэма Джорджа Байрона (опубликована в 1819).
- «Рыбак» — баллада Василия Жуковского.
- «Рыцарь Тогенбург» — баллада Василия Жуковского.
- «Франкенштейн, или Современный Прометей» — роман Мэри Шелли.
- «Доводы рассудка» — роман Джейн Остин.

## Родились
- 14 января — Захариас Топелиус (фин. Zacharias Topelius), финский писатель (умер в 1898).
- 1 февраля — Сесилио Акоста, венесуэльский прозаик и поэт (умер в 1881).
- 1 (13) февраля — Михаил Никифорович Катков, русский публицист, издатель, литературный критик, редактор «Русского вестника» (умер в 1887 году).
- 4 апреля — Томас Майн Рид (Thomas Mayne Reid), английский писатель (умер в 1883).
- 6 апреля — Осмунн Улафсон Винье, норвежский поэт, один из создателей и пропагандистов нового норвежского литературного языка — лансмола, (умер в 1870).
- 12 апреля — Николай Павлович Жандр, русский морской офицер, писатель, поэт, драматург и переводчик (умер в 1895).
- 25 апреля — Фёдор Иванович Буслаев, русский филолог и искусствовед (умер в 1897).
- 15 июня — Хуана Мануэла Горрити, аргентинская и перуанская писательница (умерла в 1892).
- 30 июля — Эмили Джейн Бронте (Emily Jane Brontë), английская писательница (умерла в 1848).
- 26 сентября  – Александр Юлиус Шиндлер, австрийский писатель, поэт и драматург (умер в 1885).
- 9 октября — Франсиско Наварро Вильослада, испанский писатель  (умер в 1895).
- 18 октября — Элизабет Эллет, американская писательница и поэтесса (умерла в 1877)
- 22 октября — Леконт де Лиль, французский поэт (умер в 1894).
- 28 октября — Иван Сергеевич Тургенев, русский писатель, поэт, член-корреспондент Петербургской АН (умер в 1883).
- 28 декабря — Йохан Йолин, шведский писатель и театральный деятель (умер в 1884).

Точная дата неизвестна
- Элиза Уинстенли, австралийская писательница (умерла в 1882).

## Умерли
- 11 января — Йоханн Давид Висс, швейцарский писатель (родился в 1743).
- 31 июля (12 августа) — Николай Иванович Новиков, русский писатель, общественный деятель, журналист и издатель (родился в 1744).